# سمفونية

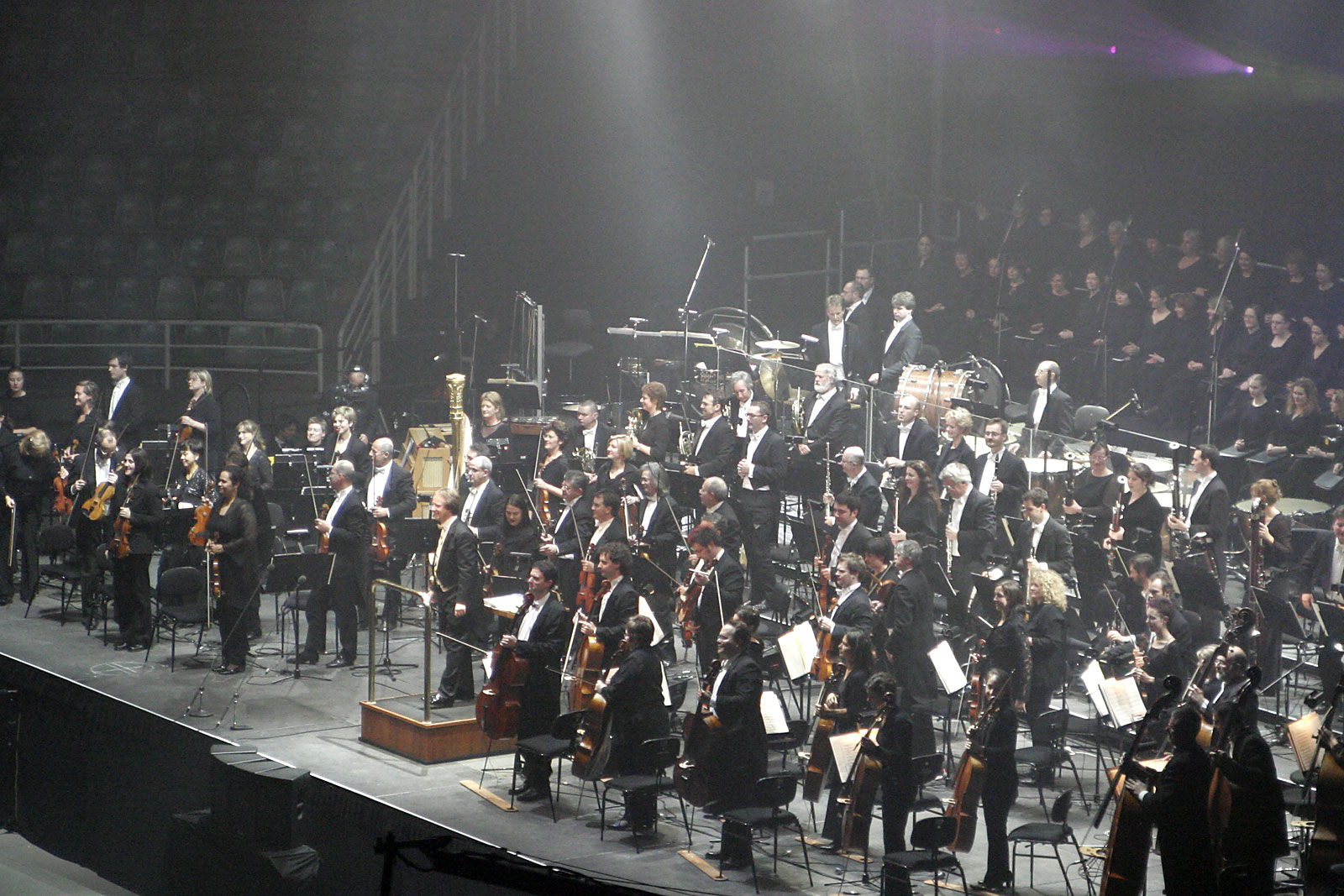

السِّمْفُونِيَّة أو السَّمفونية أو السِّنْفُونيَّة أو السِّيمْفُونِيَّة (بالإنجليزية: Symphony)‏ هي مؤلَّف موسيقى يتكون من حركة واحدة على الأقل، ويكتب عادة من أجل الأوركسترا. وقد نشأ هذا النوع من التأليف الموسيقي في القرن الثامن عشر، ثم تطور علي أيدي بعض أعلام الموسيقى الكلاسيكية في القرن الثامن عشر والتاسع عشر، وأواسط القرن العشرين حتى استقرت على الشكل الحالي.
ومنذ القرن الثامن عشر فقد تبلور البناء العام للسِمفونية ليكون من شقين وهما:
- الحركات حيث غالبا ما تحتوي السِّمفونية على 4 حركات، تبدأ بحركة سريعة على نمط سوناتا ثم تليها حركة ثانية بطيئة، ثم يتبعها حركة ثالثة إما تكون على نمط المنويت أو على نمط ثلاثي (بالإنجليزية: Ternary) - وقد تطورت لتصبح فيما بعد نمط شيرزو (بالإنجليزية: scherzo)- ثم تختتم السِّمفونية بحركة سريعة على نمط روندو أو سوناتا أو الإثنين معا.
- الآلات موسيقية: تقوم الأوركسترا بعزف السِّمفونية عليها، وتختلف أحجامها تبعا لنوع الأوركسترا..

## معنى الكلمة
يرجع الاسم "Symphony" إلى لفظين يونانيين وهما لفظة "Sym" وتعني معا بالعربية، ولفظة "phone" وتعني «صوت» بالعربية. لذلك يصبح معنى اللفظ كاملا «إنشاد جماعي». كما ترجع أيضا إلي لفظة لاتينية وهي "Symphonia".
استخدم اليونانون هذا اللفظَ على ثلاثة مراحل؛ أولها كان لإدراك التناغم بين الأصوات المتتابعة وتلك المتزامنة، ثم استخدم ثانيا لوصف الحالات الخاصة من الأصوات المتتابعة (مثل الفترة الفاصلة بين الأوكتاف الرابع والخامس في الموسيقى الحديثة)، واستخدم ثالثا وأخيرا لوصف تناغم الأوكتاف. أما عند الرومان فقد استخدم بصفة أساسية لوصف توافق الأصوات والموسيقي وما زال يستخدم في الشعر.
أما في القرن السابع عشر، فقد ظهر اللفظ في أعمال كل من جوفاني غابرييلي (بالإيطالية: Giovanni Gabrieli) وهينريش شوتز (بالألمانية: Heinrich Schütz) وموسيقيون آخرون. ثم جاءت اللفظة الإيطالية Sinfonia لتظهر في أعمال آخري. وهكذا بدأ اللفظ في الانتشار منذ منتصف القرن السابع عشر وتطور السِّمفونية في القرن الثامن عشر خلال الحقبة المعروفة باسم العصر الباروكي (أو الحقبة الباروكية) والذي امتد لمدة قرن بين عامي 1650-1750 م.

## نشأة وتطور السِّمفونية

### القرن الثامن عشر
ترجع البدايات الحقيقية للعمل السِمفوني لعصر الباروك، مع نهايات القرن السابع عشر وبدايات القرن الثامن عشر، حيث استخدمت السِّمفونية كافتتاحية إيطالية للأوركسترا (بالإنجليزية: Italian overture) والتي عادة كما كانت تتكون من ثلاث حركات في أنماط راقصة. وقد ظهرت عادة في أعمال ألساندرو سكارلاتي وآخرون. وفي ذلك الوقت لم تكن السِّمفونيات تعتبر من الأعمال المشهورة، بل كانت تقتصر ثلاثة أنواع من الحفلات؛ أولها حفلات الأوبرا - وذلك في هيئة أوبرا- وثانيها في الموشحات الدينية بالكنيسة - علي هيئة أوراتوريو (بالإنجليزية: oratorio) - كما ظهرت ثالثا في الحفلات التي تقام بدون تمثيل - علي هيئة كانتاتا (بالإنجليزية: cantata). ولم تكن مدة السِّمفونية في أي من هذه الصور الثلاث طويلة، بل كانت تتراوح عادة بين 10-20 دقيقة كحد أقصي.
بالتوازي، يعتبر «ريبيينو كونشيرتو» (بالإيطالية: ripieno concerto) أحد أسلاف السِّمفونيات، وهو عبارة عن كونشرتو للآلات الوترية بدون صولو. وأقدم مؤلفات هذا النمط قام بها جوزيبي توريلي (بالإيطالية: Giuseppe Torelli) عام 1698. أيضا قام أنطونيو فيفالدي بكتابة أعمال علي هذا النمط، غير أن أشهر أعمال هذا النمط كانت السِّمفونية الثالثة من أعمال يوهان سباستيان باخ.
وهكذا، ظلت الإفتاحية الإيطالية - بحركاتها الثلاث - هي أساس الأعمال السِّمفونية في تلك الفترة، حيت كانت تتكون من حركة سريعة تسمي أليغرو، تليها حركة بطيئة، وتختتم بحركة سريعة. وكانت أعمال موزارت الأولي تندرج تحت هذا الإطار. وظل الوضع علي هذا الحال حتي نهاية عصر الباروك في منتصف القرن الثامن عشر، حيث حدث تحولا كبيرا في السِّمفونية من خلال أعمال كل من موزارت وهايدن حيث قاما بإدخال حركة رابعة راقصة مع تعديلات بالحركة الأولي الأصلية ليصبح شكل السِّمفونية كالتالي:
- حركة أولي سريعة: علي نمط سوناتا (بالإنجليزية: sonata)،
- حركة ثانية بطيئة،
- حركة ثالثة: إما تكون علي نمط المينبوويت (بالفرنسية: minuet) أو علي نمط ثلاثي (بالإنجليزية: Ternary) (وقد تطورت لتصبح فيما بعد شيرزو (بالإنجليزية: scherzo)،
- حركة رابعة سريعة: إما علي نمط روندو أو علي نمط سوناتا أو الإثنين معا.

وهكذا بدأت الملامح الأساسية للبناء السِمفوني في التشكل ليتم استخدامها في الأعمال الموسيقية للقرن الثامن عشر من قبل أعلام الموسيقى الكلاسيكية. وكانت أول مقطوعة تدخل نمط المينبوويت في إطار سِمفونية ذات حركات ثلاث هي من أعمال جورج ماتييس مون (بالألمانية: George Matthis Moon) في عام 1740، علي أن يوهان ستاميتز (بالألمانية: Johan Stamitz) يعتبر أول من استخدم هذا النمط في إطار سِمفونية ذات حركة رباعية.

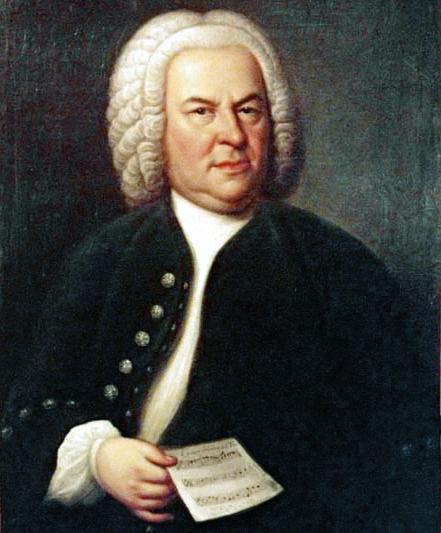
يوهان سباستيان باخ

في هذا العصر، كان يوجد مركزان يعتبرا منارة إنتاج وكتابة الموسيقي الكلاسيكية؛ أولهما مدينة فيينا، حيث كانت تكتب فيها العديد الموسيقيين من قبل جورج كريستوف واجنسيل (بالألمانية: George Christoph Wagenseil)، فينزل ريموند بريك (بالألمانية: Wenzel Raimund Brick)، جورج ماتييس مون (بالألمانية: George Matthis Moon)؛ أما ثانيهما فهو مدينة مانهايم الألمانية، حيث شهدت نشأة ما يسمي بمدرسة مانهايم (بالإنجليزية: Mannheim school).
ولم تقتصر كتابة الأعمال السِّمفونية علي هذين المركزين فقط، بل شهدت بعض أنحاء أوروبا كتابة السِّمفونيات:
- ففي لندن كان يكتب كل من يوهان كريستيان باخ وكار فريدرش آبل (بالإنجليزية: Karl Friedrich Abel)،
- وفي باريس فقد كان يكتب فيها فرانسوا جوزيف جوسيك (بالفرنسية: François Joseph Gossec)،
- وفي شمال ألمانيا فكان يكتب فيها كارل فيليب إيمانيول باخ (بالإنجليزية: Carl Philipp Emanuel Bach)،
- وفي سالسبورج كان يكتب فيها ليوبولد موزارت،
- وأخيرا في إيطاليا فقد كان يكتب العديد من المؤلفين الموسيقيين وهم: جوفاني باتيستا سامارتيني (بالإيطالية: Giovanni Battista Sammartini)، أندريا لوكيزي (بالإيطالية: Andrea Luchesi) وأنطونيو بريوسكي (بالإيطالية: Antonio Brioschi).

وفي أواخر هذا القرن، تميز بالعديد من المؤلفين الموسيقيين من فيينا وهم يوهان بابتيست فانهال (بالألمانية: Johann Baptist Vanhal)، كارل ديتيرس فون ديترسدورف (بالألمانية: Carl Ditters von Dittersdorf)، وليوبولد هوفمان، غير أن هايدن - الذي كتب 106 سِمفونية طوال 40 عاما - وموزارت يعتبرا من أهم أعلام هذا الموسيقي الكلاسيكية لهذا العصر بعد إدخالهما التطوير الذي ميز العمل السيمفونى.

### القرن التاسع عشر
في أواخر القرن الثامن عشر، كانت الأصوات الموسيقية هي المعول الأساسي الذي تقوم عليه الحفلات الموسيقية، سواء كانت أوبرالية أو موشحات دينية بالكنيسة. ومع تنامي الأوركسترا في أوروبا، بدأت السِّمفونية تطرق مجال الحفلات الموسيقية بقوة. وامتدت فترة التحول هذه لمدة 30 عاما في الفترة 1790 إلي 1820. وكانت أعمال لودفيج فان بيتهوفن هي من قامت بثبيت أركان هذا البناء في أوائل القرن التاسع عشر.

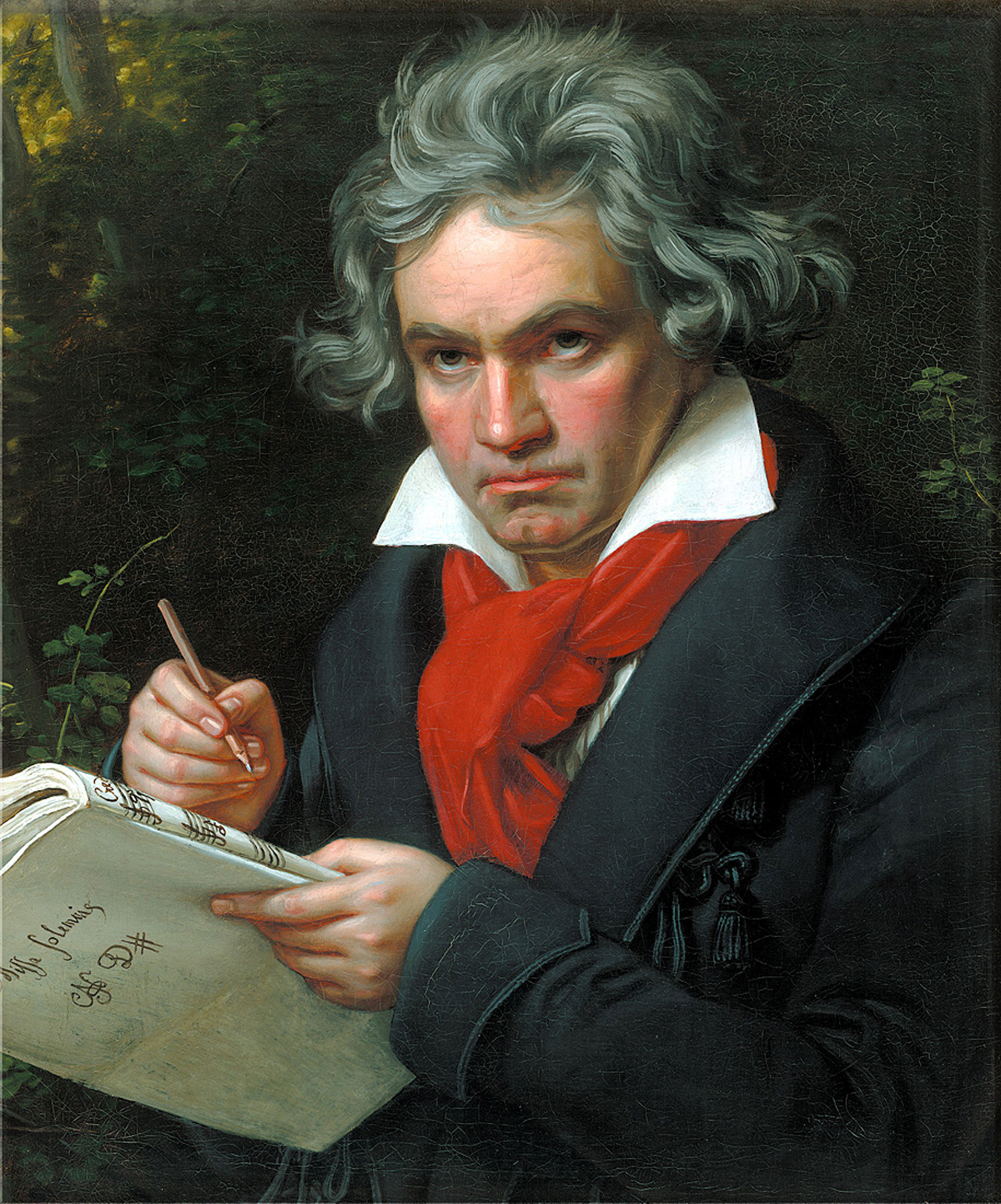
لودفيج فان بيتهوفن

بدأت أعمال بيتهوفن - السِّمفونية الأولى والثانية - متأثرة بأعمال هايدن، غير أنه ابتداء من السِّمفونية الثالثة فقد استطاع بتهوفن أن يرسم لنفسه الشكل الخاص به، وقد بدأت أعماله منذ هذه السِّمفونية في إعطاء أبعاد جديدة وتوسيع آفاق للعمل السِمفوني، مرورا بالسِّمفونيات الآخرى ووصولا إلي السِّمفونية التاسعة - التي ألفها وهو أصم - حيث أعطت مجالاً واسعاً أمام الكورس في الحركة الأخيرة - الرابعة - منا السِّمفونية. وقد قام بيتهوفن بالإضافة إلي فرانز شوبرت بإدخال تغيير جديد علي نسق السِّمفونية؛ حيث قاما بتطوير نمط المينبوويت (بالفرنسية: minuet) إلي نمط آخر وهو نمط شيرزو (بالإنجليزية: scherzo). ومنذ هذا القرن أصبحت أعمالهما - خصوصاً سمفونية بيتهوفن التاسعة - هي المبادئ الأساسية التي راعتها الأجيال التالية في مجال الموسيقى اللكلاسيكية.
قامت أجيال الموسيقيين التالية التي شهدها هذا القرن بدمج المفردات الموسيقية التي قام بتطويرها موسيقيون أمثال جون فيلد، لويس سبوهر (بالألمانية: Louis Spohr) وكارل ماريا فون ويبر (بالألمانية: Carl Maria von Weber) يالتغييرات البنائية التي أدخلها لودفيج فان بيتهوفن على العمل السِمفوني. وكان أبرز الأعمال التي عكست هذا الإتجاه أعمال كل من الموسيقيين الألمانيين روبرت شومان (بالألمانية: Robert Schumann) وفيليكس مندلسون (بالألمانية: Felix Mendelssohn). وبذلك نشأت فترة غنية في الموسيقي الكلاسيكية عرفت بالرومانسية، وهي تعبر أطول فترات العصور الموسيقية، فقد امتدت من أعمال بيتهوفن - في بدايات القرن التاسع عشر - حتي أعمال سيرجي رحمانينوف في أواسط القرن العشرين.
وهكذا في النصف الثاني من القرن التاسع عشر، بدأت السِّمفونية في الانتشار أكثر وأكثر لتصبح من أساسيات الحفلات الأوركسترالية، كما إزدادت مدتها؛ فبعد أن كانت في بداياتها لا تزيد عن 20 دقيقة، وصلت إلي 60 دقيقة كما في سِمفونية بيتهوفين التاسعة. وقد أخذت أركان البناء السِمفوني في الرسوخ، وكانت أعمال يوهان برامز (بالألمانية: Johannes Brahms) هي خير ممثل لتلك الفترة، حيث ساهمت في تثبيت دعائم البناء من خلال مستوياتها البنائية العالية ومحتواها الفني الرفيع. في نفس الوقت كانت أعمال كل من أنطون باكنر (بالإنجليزية: Anton Bruckner)، أنطونين دفوراك (بالإنجليزية: Antonín Dvořák)، كاميلي سانت سينس (بالإنجليزية: Camille Saint-Saëns) وتشايكوفسكي (بالإنجليزية: Pyotr Ilyich Tchaikovsky) من أعلام تلك الفترة.
وفي أوخر هذا القرن، قام بعض عازفي الأرغن الفرنسيين بتصنيف أعمالهم ضمن السينفونيات التي تحمل طابع هذه الفترة - أي الطابع الرومانسي، ومن أشهرهم شارل ماري وندور (بالفرنسية: Charles-Marie Widor).

### القرن العشرون
شهد القرن العشرين توسعا وتطويرا في العمل السِمفوني، وأصبح مرادفا للحفلات الموسيقية التي تؤديها الأوركسترا في دول مختلفة. وبينما استمر مؤلفون موسيقيون أمثال سيرجي رحمانينوف وكارل نيلسن في كتابة السِّمفونية باستخدام حركاتها الأربعة، فقد قام مؤلفون آخرون بسلوك مسلكا مغايرا، حيث قام غوستاف ماهلر (بالإنجليزية: Gustav Mahler) بكتابة سِمفونياته الثانية والخامسة والسابعة باستخدام نسق يتكون من 5 حركات، بينما قام جون سيبيليس (بالإنجليزية: Jean Sibelius) بكتابة سِمفونيته السابعة باستخدام نسق يتكون من حركة واحدة فقط.
وبالرغم من هذه الاختلافات، فقد استمر التأليف السِمفوني وفق الأسس التي وضعت من قبل موتسارت وهايدن ودعمها بيتهوفن؛ أي علي نسق 4 حركات للسِمفونية. وشهد هذا القرن زيادة كبيرة في عدد السِّمفونيات التي تم تأليفها، كما شهد زيادة في فرق الأوركسترا التي إنتشرت في العديد من دول العالم، سواء في أوروبا أو أمريكا أو إفريقيا أو غيرها. ويندر أن تجد اليوم أي أوركسترا لا تقوم بعزف أي من أعمال هؤلاء الأعلام الذين أثروا الموسيقي بسينفونياتهم الرائعة.

## انظر ايضاً
- أوركسترا
- أعلام الموسيقى الكلاسيكية

## وصلات خارجية
- موقع مكتبة ThinkQuest